# Édouard Mignan
Édouard Mignan, né à Orléans le 17 mars 1884 et mort le 17 septembre 1969, est un organiste et compositeur français.

## Biographie
D'abord élève (1892-1898) de la maîtrise de la cathédrale Sainte-Croix d'Orléans, dirigée par le prêtre, chanoine et compositeur Marcel Laurent (Courtenay, 1860-Orléans, 1921), Mignan est nommé organiste de l'église Saint-Paterne de sa ville natale, dès l'âge de 14 ans. Auparavant, à l'âge de 11 ans, il s'était vu confier, par Marcel Laurent, la mission d'accompagner la maîtrise de Sainte-Croix, au piano et à l'orgue. Il devint également harpiste à partir de 1897.
En 1901, en prévision de l'interprétation prochaine (7 mai), de l'oratorio de Charles Lenepveu intitulé Jeanne d'Arc, poème lyrique en 3 parties, donné dans la cathédrale d'Orléans à l'occasion des Fêtes johanniques, Marcel Laurent, Edouard Mignan et la principale interprète rencontrèrent le compositeur rouennais (alors professeur au Conservatoire de Paris) et purent bénéficier de conseils aussi stimulants que bienveillants, dispensés au cours de cette sorte de "master-class" privée.
Élève d'Alexandre Guilmant et de Louis Vierne au Conservatoire de Paris, Mignan obtint un Premier second grand prix de Rome en 1912. Vierne lui a dédié la Rêverie, no 10 des Vingt-quatre pièces en style libre op. 31, livre 1. Son ami Henri Nibelle lui dédia son célèbre Carillon Orléanais pour orgue publié en 1938.
Succédant à Nadia Boulanger, il est nommé organiste suppléant du grand orgue de l'église de la Madeleine en 1912.
En 1917, il est nommé organiste titulaire de l'orgue de l'église de Saint Thomas d'Aquin à Paris, poste qu'il abandonne en 1935 pour succéder à Henri Dallier comme titulaire de la Madeleine jusqu'à sa retraite en 1962.
Il a enseigné à Paris; parmi ses élèves, on peut citer l'organiste français Francis Chapelet, l'organiste canadien Georges-Émile Tanguay (en) (1893-1964) et Claude Rostand. Il a laissé un Cours élémentaire d'harmonie en collaboration avec Jules Mouquet.
Il a peu enregistré; mentionnons un disque consacré à J. S. Bach, enregistré à Saint-Nicolas-des-Champs (Paris), Disque Parlophone, 1931.
Édouard Mignan était un remarquable improvisateur et c'est en l'entendant que Suzanne Chaisemartin décida de devenir organiste.
Édouard Mignan aimait jouer des tours en interprétant, après la messe de Minuit, des chansons telles que Viens poupoule, peut-être parce qu'il pensait que Noël était aussi une fête populaire.

## Compositions pour orgue
- 12 Pièces nouvelles : Andantino grazioso; Allegretto; Andante non troppo; Andantino; Poco Allegro; Andantino cantando; Allegro assai; Andante espressivo; Andante con gran Sentimento; Deciso; Misterioso; Giocoso.
- Toccata Médiévale, Lemoine (v. 1953).
- Suite pour orgue : Prélude pastoral - Fughetta - Final: Toccata. Lemoine (v. 1964).
- Sérénade nordique
- Pastorale en ré mineur

## Compositions pour orchestre
- Suite orientale (« Crépuscule », « Odalisques », « Le Charme d'Oïssa » avec violon solo, « La Issaoïa »). Avant 1917[3] ?

## Honneurs
La Commune d’Orléans a nommé une rue Édouard-Mignan en 1998.